# Coxiber
Coxiber är en grupp läkemedel som verkar smärtstillande och antiinflammatoriskt genom att hämma enzymet COX-2. Läkemedelsnamnen i gruppen slutar alltid på -coxib, därav namnet. Coxiber är ett alternativ till traditionella NSAID-preparat eftersom biverkningsprofilen ser annorlunda ut. Det är dock inte lämpligt till alla patienter eftersom det kan finnas en ökad risk för hjärt-kärlbiverkningar.

## Historik
Läkemedelsgruppen utvecklades eftersom traditionella NSAID-preparat gav besvär i form av magbiverkningar. Genom att specifikt hämma COX-2 istället för att som de flesta andra NSAID-preparat hämma båda enzymvarianterna hoppades man slippa blödningsbiverkningar och magbiverkningar men ändå bibehålla effekten mot smärta och inflammation. Studier efter att läkemedlen kommit ut på marknaden visade dock att rofecoxib gav en ökad risk för hjärt-kärlbiverkningar vilket ledde till att läkemedlet Vioxx drogs in och att de andra coxiberna började förskrivas mer restriktivt, särskilt till äldre patienter. På grund av biverkningsriskerna rekommenderas kortast möjliga behandlingstid och lägsta effektiva dos.